# NGC 2982
NGC 2982 is een open sterrenhoop in het sterrenbeeld Zeilen. Het hemelobject werd op 24 juni 1826 ontdekt door de Schotse astronoom James Dunlop.

## Synoniemen
- OCL 770
- ESO 262-SC1